# Мельник Зіновій-Лев Іванович
Зиновій-Лев Іванович Мельник (нар. 7 жовтня 1928, містечко Яблунів, Коломийський повіт, Станиславівське воєводство, Польща, нині — селище Яблунів Косівського району Івано-Франківської області) — учений-економіст, фінансист, громадський діяч, меценат.

## Біографія
Народився 7 жовтня 1928 року у містечку Яблунові. З початком другої світової війни разом з батьками емігрував до Німеччини. 
Після другої світової війни мешкав у таборах для переміщених осіб на території Німеччини. Протягом 1947–1950 років навчався на економічному факультеті Українського технічно-господарського інституту у Регенсбурзі.
1950 року емігрував до США. 1953 року здобув ступінь магістра економіки у Мічиганському університеті у м. Анн-Арбор, 1961 року — докторат в університеті штату Мічиґан у м. Лансінг.
Відтоді працював в Університеті Пердью (місто Вест-Лафайетт, Індіана). Працював в університеті Цинциннаті (Огайо), де 1967 року здобув вчене звання професора. У 1972–1984 роках працював (за сумісництвом) головою фінансового департаменту університету Цинциннаті.
Від 1994 року на пенсії. Водночас бере активну участь в українському громадському житті: співзасновник «Українського товариства Великого Цинциннаті» (1989), співзасновник (1989) та голова президії (1989–1994) Маріїнської фундації, член головних управ Дослідницької фундації імені Олега Ольжича (США) та Фундації імені Олега Ольжича (Україна). Надавав особисті кошти для розвитку освіти й науки в Україні, налагоджував співпрацю між містами-побратимами — Цинциннаті та Харковом.

## Праці
Мельник Зіновій-Лев є автором та співавтором майже 80 наукових праць (у т. ч. кількох книг), серед яких:
- «Soviet Capital Formation: Ukraine, 1928/29–1932». — Munich, 1965;
- Cases in business finance. — Homewood, 1971 (підручник; співавт.);
- «Theory of managerial finance: selected readings». — Boston, 1967;
- «The Soviet Economy in Regional Perspective». — New York, 1973 (співавт.).